# 汉内斯·奥奇克
汉内斯·奥奇克（德語：Hannes Ocik，1991年6月8日—），德国男子赛艇运动员。他曾代表德国参加2016年和2020年夏季奥林匹克运动会赛艇比赛，获得二枚银牌，均来自男子八人单桨有舵手。